# 林逢春
林逢春（1610年6月26日—1681年），字孟育，號自木、又号木翁，廣東廣州府南海縣人，明朝、南明政治人物。

## 生平
林逢春年十二能作文，在縣學二十多年，先後為居庠督學張瑋、蔡侃、張天麟所重，教授生徒數百人多所成就。崇禎九年（1636年），中式廣東鄉試舉人四十二名，次年（1637年）聯捷進士，先在吏部觀政，授浙江會稽知縣，平均當地九湖患田累贅，調劑各繁忙驛遞，讓人民悅服，又清理被侵佔的鹽稅，餘額申報鹽運司作為儲備。崇禎十二年（1639年），因和上級不合，貶福建汀州照磨，陞永定縣知縣。其縣在山中，突然有怪物傷人，他得知後說曰：「邪不勝能正，放心吧。」不久不再聽聞怪物傷人。有流寇數千人逼近縣城，他召集士民登城擒拿對方首領，縣民得以安寧。
之後林逢春獲上級推薦，陞為常州府推官，重申六條要政，改革宿弊、停止侈靡，在浙江提拔王自超、章貞、吳南岱、莊有筠等人，崇禎十六年（1643年）陞戶部主事於浙江督餉，不久改任員外郎。弘光時，遷任池州府知府，不久因病辭官，在龍山鄉隱居。門人請求他講學，有《家乘識乘》、《醫書詩韻》、《蘭陵鄞江》行世。卒年七十三歲。

## 家族
- 曾祖父：林一鳳[3]
- 祖父：林栢[3]
- 父親：林羽翺[3]，侍奉母親蕭氏孝順，在母親生病時曾禱告以身代之，兄長患惡疾也親自調理，教育子弟以忠孝疏財好施，晚年與名流結社，寄情詩酒，著有《唱酬集》，追贈戶部主事[5]
- 兒子：
  1. 林子瑜，恩貢
  2. 林子璟，歲貢、教諭

## 引用
1. 1 2  同治《南海縣志·卷三十六·列傳五》：林逢春，字孟育，號木翁，百歲翁憲副雪堂公元孫也，生而頴悟，年十二能文章，為舉業必規先正，居庠二十餘年，督學張瑋、蔡侃、張天麟皆以國士目之，授生徒數百人多所成就；崇禎丙子丁丑聯捷進士，出黃道周之門，除會稽令，邑故繁劇難理，民奸吏猾，逢春至人不敢欺，均九湖患田之累，調剛各驛幫遞之勞，民皆悅服，輪黨掣鹽所清侵匿，以餘羨申鹺院為積穀計，後人憾之。以弗諧上官左遷汀州永定，邑在萬山中，有物怪傷人訟至，逢春曰：「邪不勝正，第安之。」已而妖果息，有流寇數千逼城，逢春集士民登陴擒其渠魁，民賴以安；當路題敘尋擢常州，申行要政六條：釐夙弊、革侈靡，皆切時務，在江浙雅意作人，如王自超、章貞、吳南岱、莊有筠輩胥其所造士也。癸未晉戶部主事督餉浙江，尋轉本司員外，遷池州知府，未赴抱病歸，隱龍山鄉一室，僅蔽風雨，門人復請講學，手不釋卷，所輯《家乘識乘》、《醫書詩韻》、《蘭陵鄞江》諸集行於世，年七十三卒，子子瑜恩貢，子璟歲貢、教諭。
2. ↑  乾隆《汀州府志·卷十六·職官》：明……（汀州府）照磨……林逢春 南海人，以上俱崇禎間任
3. 1 2 3 4  《崇禎十年丁丑科進士三代履歷》：林逢春，曾祖一鳳，祖栢，父羽翺。自木，詩一房，庚戌五月初七日生，南海縣人，丙子四十二名，會二百三十五名，三甲二十九名，吏部觀政，本年六月授浙江會稽知縣，己卯降调，辛巳補汀州府炤磨，壬午升常州府推官，癸未升户部陕西司主事，甲申升浙江司员外，本年升池州知府。
4. ↑  錢海岳《南明史·卷三十五·列傳第十一》：（弘光）時鳳、廬、安、太、池、寧、徽、滁、和、廣先後府州縣官可紀者：……林逢春，字孟有，南海人。崇禎十年進士。授會稽知縣，均九湖患田之累，調劑各驛幫遞之勞，以不合上官，調簡永定。寇迫力守，禽渠。遷嘗州知府【推官】，歷戶部員外郎、池州知府。隱龍山鄉，卒年七十二。
5. ↑  同治《南海縣志·卷三十七·列傳六》：林羽翺，字漢直，少治舉子業，為邑令周蔣兩公所器重，事母蕭氏至孝，母病告天願以身代旋獲愈，年至九十六；兄患惡疾，躬調治之不忍離，兄亡撫其孤一介不私，居家整肅，教子弟以忠孝疎財好施，雖罄乏弗顧也，晚與名流結社，寄情詩酒，有《唱酬集》。子逢春登崇禎丁丑進士，官戶部主事，贈如其官。 據魏志修